# Payroux (rivière)
Pour les articles homonymes, voir Payroux (homonymie).
Le Payroux est une rivière française qui coule dans les départements de la Charente et de la Vienne. C'est un affluent du Clain sur sa rive gauche, donc un sous-affluent de la Loire par la Vienne.

## Géographie
De 20,1 km de longueur, le Payroux prend naissance dans le département de la Charente sur la commune d'Épenède à proximité de La Courade, hameau situé sur la commune de Pleuville, à un point équidistant (12 km) des villes de Charroux au NO et de Confolens au SE.
Les sources de la rivière, qui dans un premier tronçon se nomme Le ruisseau de Thorigné, sont en partie masquées par des retenues collinaires à une altitude de 177 mètres.
Le ruisseau marque tout d'abord la limite entre le département de la Charente (commune d'Épenède) d'une part, et celui de la Vienne (commune de Pressac) d'autre part. Il entre ensuite dans le département de la Vienne où il prend le nom de Payroux, et où il se jettera dans le Clain sur sa rive gauche, au pied du bourg de Payroux.
Dans sa partie amont, jusqu'au village de Mauprévoir, la vallée du Payroux et de ses affluents montre de nombreuses retenues collinaires, dont la principale est celle de l'étang de Combourg, qui s'appuient sur un sous-sol imperméable à dominante argileuse (argiles rouges à pisolithes de fer, argiles grises à vertes, ...) d'âge Tertiaire.
Le Payroux coule globalement vers le nord comme la plupart des cours d'eau de cette région.

## Affluents
- Le ruisseau de Maury, grossi sur sa rive gauche du ruisseau de l'Arquetan, est le principal affluent du Payroux (rive gauche) qu'il rejoint en aval de Mauprévoir après un cours d'environ 10 km.

## Communes traversées
Dans les deux départements de la Charente (avec la commune source de Pleuville) et de la Vienne, le Payroux traverse les quatre communes suivantes, de l'amont vers l'aval, de Pleuville (source), Pressac, Mauprévoir, Payroux (confluence).